# Линдер, Альберт Алексеевич
Альберт Алексеевич Линдер (13 января 1996, Талдыкорган — 17 сентября 2021) — казахстанский тяжелоатлет, чемпион Азии 2017 года в весовой категории до 69 кг в Ашхабаде, чемпион Универсиады-2017 в той же категории.

## Биография
Альберт Линдер родился в немецкой семье 13 января 1996 года в Талдыкоргане.
Выиграл бронзовую медаль на юношеском чемпионате мира 2012 года и золото в следующем году. Также стал бронзовым призёром в 2014. На юниорском уровне выигрывал чемпионат Азии в 2014, 2015 и 2016 годах.
Линдер стал чемпионом Азии на чемпионате континента 2017 года. 21 августа 2017 года стал чемпионом летней Универсиады 2017, победив в соревнованиях штангистов до 69 килограммов северокорейца Ким Мён Хёка, причём победил его, использовав лишь две попытки из трёх.
В ночь на 17 сентября 2021 года покончил жизнь самоубийством в возрасте 25 лет. Сразу после этого товарищи по команде Михаил Макеев и Фархат Самарханов записали видеообращение и выбросили свои медали. В департаменте полиции Алматинской области началось досудебное расследование по статье 105 Уголовного кодекса РК «Доведение до самоубийства», назначена судебно-медицинская экспертиза. Со слов брата тяжелоатлета, тренер оказывал психологическое давление на спортсмена и давал «бешеные нагрузки», в связи с чем 28 сентября Сергей Седов был отстранён от должности старшего тренера мужской национальной сборной команды РК по тяжёлой атлетике, а 18 октября был отстранён от должности главный тренер национальной сборной Казахстана по тяжёлой атлетике Бахыт Ахметов. Казахстанский союз спортсменов начал проводить занятия по психологической поддержке спортсменов.